# Tigbao
Tigbao è una municipalità di quinta classe delle Filippine, situata nella Provincia di Zamboanga del Sur, nella regione della Penisola di Zamboanga.
Tigbao è formata da 18 baranggay:
- Begong
- Busol
- Caluma
- Diana Countryside
- Guinlin
- Lacarayan
- Lacupayan
- Libayoy
- Limas
- Longmot
- Maragang
- Mate
- Nangan-nangan
- New Tuburan
- Nilo
- Tigbao
- Timolan
- Upper Nilo